# Drogo fra Metz
Drogo, også kendt som Dreux eller Drogon (17. juni 801 – 8. december 855) var en uægte søn af Karl den Store og hans konkubine Regina, med hvem Karl også havde en anden søn: Hugh (801-844).
I 818 tvang hans halvbror Ludvig den Fromme ham til at blive præst, en gerning han dog frivilligt fortsatte med efter de to var kommet til en fælles forståelse i 822. Fra 820 var han abbed af Luxeuil. Biskop af Metz i 823. I 831] udnævnte han Ansgar ham som ærkebiskop af Hammaburg (Hamburg). Drogo forblev meget tro mod hans halvbror Ludvig den Fromme og blev kapellan kejserens ærkebiskop i 835. Efter Ludvigs død i 840 begyndte Drogos indflydelse at formindskes, en process der fortsatte med ekstra kraft efter hans eneste (hel) bror Hugh døde i 844.
I 844 sendte kejser Lothar ham til Rom for at overværer valget af pave Sergius 2. Paven udnævnte ham da som apostolsk vikar i Gallien og Germania, i hvilken position han i oktober 844 præsiderede over synoden i Yutz.
Drogo døde ved et uheld den 8. december (november?) 855 (856?) og er begravet i Sankt Arnulfs kirke i Metz.
Drogo var en stor kunstelsker og en af de største kunstmæcener i det 9. århundrede. Han fik katedralen i Metz udsmykket med kunstværker der tilhører det ypperste af karolingisk kunst. Heriblandt tre manuskripter, hvoraf det yngste og måske det smukkeste er Drogos Sakramente.